# Для чайников
«… для чайников» (англ. «… for Dummies») — серия книг, которая изначально должна была помогать начинающим пользователям в освоении компьютера. Впоследствии в рамках серии начали также выходить книги на некомпьютерные темы. Русскоязычная серия выпускается издательством «Диалектика». На данный момент серия составляет около 487 книг.

## История
Первой книгой в этой серии была «MS-Dos for Dummies» (MS-DOS для «чайников»), изданная в США в 1991 году. Далее разрабатывались книги данной серии, специализированные на компьютерные темы (например «Windows для чайников», «Ethereum для чайников»). Позже стали издавать книги на  различные темы. Изначально серия издавалась издательством IDG Books/Hungry Minds до её покупки в 2001 году издательской компанией John Wiley & Sons. Серия также издаётся на других языках, в том числе на испанском, португальском, французском, немецком, греческом и др.
Книги этой серии с самого начала отличаются простым и доступным языком, отсутствием «лишних подробностей», наличием специальных пиктограмм и других средств ориентирования в материале книги, значительным количеством ненадоедливого юмора и шуток.